# Блер, Отто Альберт
Отто Альберт Блер (норв. Otto Albert Blehr; 17 февраля 1847, Станге, Хедмарк — 13 июля 1927, Осло) — норвежский государственный и политический деятель. Член Либеральной партии, был премьер-министром с 1902 по 1903 год во время Шведско-норвежской унии и с 1921 по 1923 год после подписания Карлстадских соглашений.

## Биография
Вырос на ферме в Станге в Хедмарке, Норвегия. Его родителями были Альберт Блер (1805—1872) и Марен Вильгельмина Людовика Катинка Стенерсен (1818—1877). Его отец был врачом и физиком в больнице Сандеруда.
В 1865 году поступил в Христианский университет. В 1971 году получил степень кандидата юридических наук. Работал парламентским репортером в газетах Dagbladet и Bergens Tidende. В 1874 году стал одним из основателей Fjordabladet, где был первым главным редактором до 1882 года. В 1878 году также был первым редактором Sogns Tidend. Работал губернатором Согн-ог-Фьюране (1883—1888) и Нурланна (1895—1900).
В 1877 году был утвержден прокурором в Лэрдале в Согне. В 1879 году был избран первым заместителем представителя в Стортинге от Согн-ог-Фьюране, а с 1883 по 1888 год был постоянным представителем. Осенью 1888 года не был переизбран в Стортинг. Работал прокурором в Суннфьорде и Нордфьорде. В 1889 году — юристом в Холугаланде. Затем стал судьей в Кристиании в 1893 году. В 1894 году был снова избран в Стортинг от Нурланна. В 1898 году был переизбран депутатом парламента от Нурланна. 21 апреля 1902 года занял должность премьер-министра норвежского правительства в Кристиании.
В октябре 1903 года ушёл в отставку в результате поражения на выборах. В 1905 году был назначен губернатором округа в Кристиании, эту должность занимал до 1921 года. 21 июня 1921 года стал премьер-министром и одновременно главой Министерства финансов. Также был членом норвежской делегации в Лиге Наций в 1920 и 1922—1925 годах. 3 марта 1923 года правительство ушло в отставку.

## Личная жизнь
В 1876 году женился на активистке движения за права женщин Ранди Блер (1851—1928). Они стали соучредителями Норвежской ассоциации за права женщин, где его жена позже стала президентом. В 1898 году был награжден Большим крестом ордена Святого Олафа. Также был аудитором Норвежского Нобелевского комитета с 1903 года до своей смерти в Осло в 1927 году. Являлся отцом Эйвинда Блера, министра при режиме Квислинга во время Второй мировой войны.